# Есбулов, Дузбай
Дузбай Есбулов (1893 — 28 марта 1968) — старший табунщик колхоза имени Сталина Аральского района Кзыл-Ординской области, Казахская ССР. Герой Социалистического Труда (1948).

## Биография
Родился в 1893 году в бедной казахской семье. С 1910 года работал по найму на рыболовных промыслах. В 1928 году вступил в колхоз имени Ленина. С 1938 года — чабан, старший табунщик колхоза «Куланды» Аральского района (позднее — колхоз имени Сталина).
В 1947 году вырастил 55 жеребят от 55 кобыл. В 1948 году удостоен звания Героя Социалистического Труда «за получение высокой продуктивности животноводства в 1947 году при выполнении колхозом обязательных поставок сельскохозяйственных продуктов и плана развития животноводства».
В 1964 году вышел на пенсию. Скончался в 1968 году.
Награды
- Герой Социалистического Труда — указом Президиума Верховного Совета СССР от 23 июля 1948 года
- Орден Ленина